# 伊豆半島

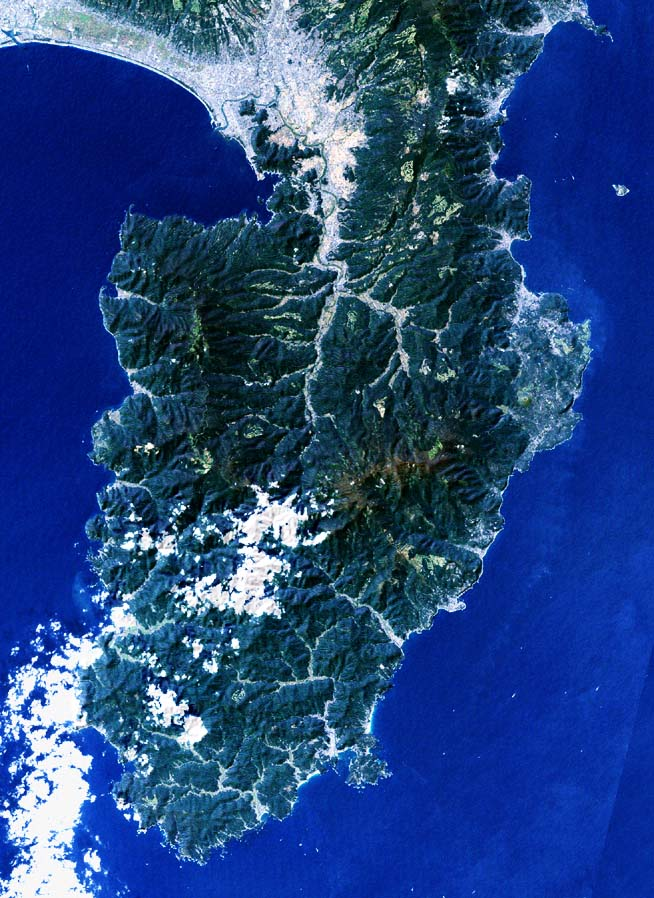
伊豆半島のランドサット衛星写真。
スペースシャトル標高データ使用。

伊豆半島（いずはんとう）は、日本列島のうち本州の南東部に位置する半島。静岡県の東端部に位置し、南へ約50kmにわたって突き出した半島は東岸に相模灘、西岸には駿河湾があり、最南端の石廊崎から太平洋を望む。
明治以前は伊豆国として東海道の1国であった。

## 地理
静岡県の東端部に位置し、南へ約50kmにわたって突き出した、駿河湾と相模灘を隔てている半島である。一説には、南海に突き出ているので、「出づ」から「伊豆」と呼ばれるようになったと言われる。
北部を除き山地が大部分を占め、平坦地は少ない。したがって、市街地は狭く、海岸沿いの低地や谷に住宅が集まっている。東岸に相模灘、西岸には駿河湾がある。最南端は石廊崎であり、太平洋を望む。なお、フィリピン海プレートの東端に載る伊豆諸島や小笠原諸島から沖縄県の各諸島までの海域は、太平洋の一海域であるフィリピン海の一部であるが、この名称は日本では普及していない。
北部は、一級河川の狩野川の沖積平野である田方平野が広がっており、伊豆半島内でも田畑が多く、稲作は弥生時代の遺跡もあり古く農業が行われている。
また、伊豆半島は山が険しく人の手の入らない箇所が多くあり、海岸線と天城山などの中北部の山稜が、富士箱根伊豆国立公園の一部として指定されている。

### 主要な地形

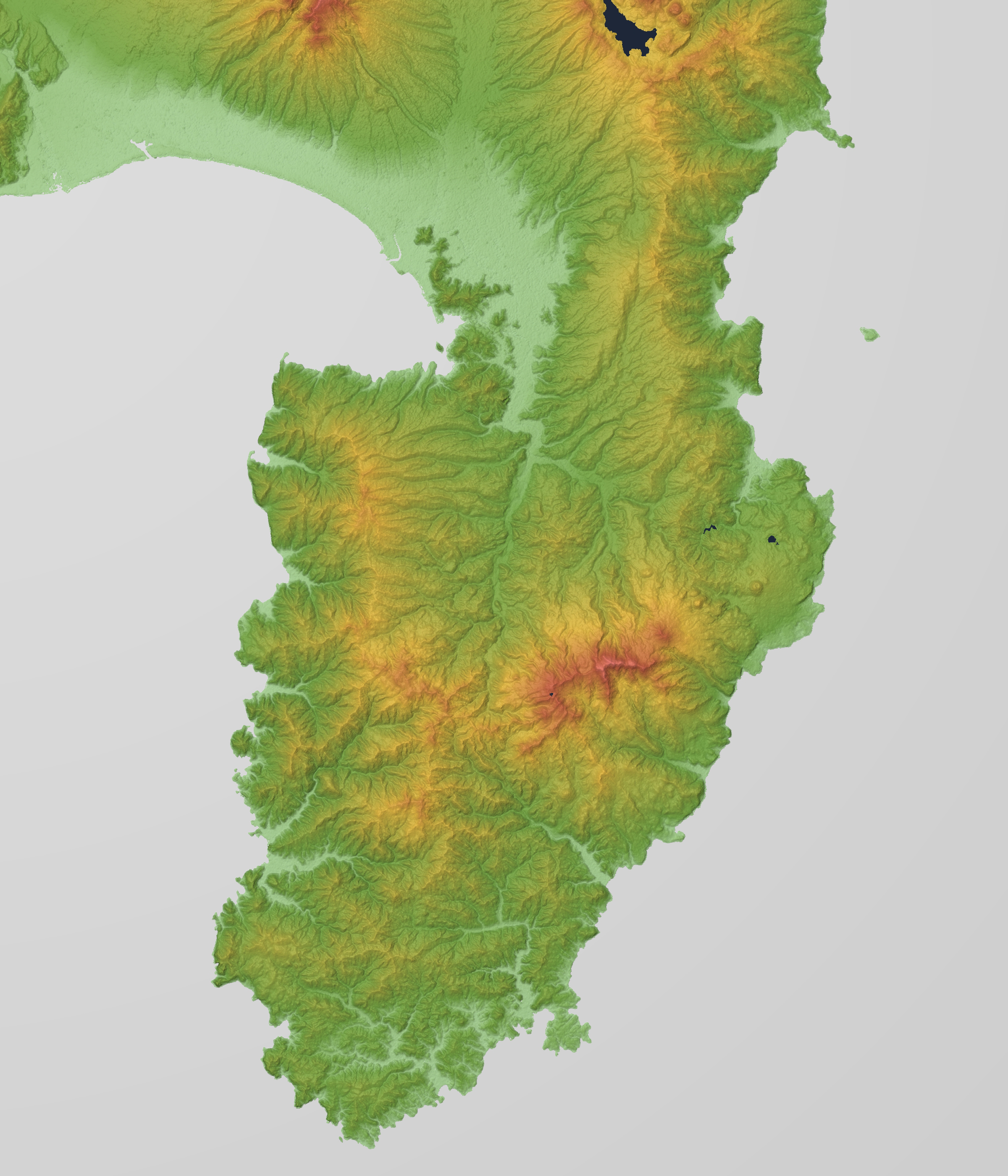
伊豆半島の地形図。人家の多くは明色で表された平地部に集まる。中央右やや下の高峰が天城山。

- 火山：南崎火山、天城山、達磨山、玄岳、丹那山地、静浦山地、伊豆東部火山群
- 湖 ：一碧湖、松川湖（奥野ダムの人造湖）
- 川 ：狩野川（一級水系）、｛初川、和田川、糸川、白糸川など｝は歴史的な土石流が多い
- 平野 ：田方平野
- 海岸 ：御浜岬（砂州）、大瀬崎（陸繋島と砂州）、堂ヶ島海岸、奥石廊崎海岸（ヒリゾ浜と大根島）、弓ヶ浜、白浜海岸、城ヶ崎海岸
- 断層 ：北伊豆断層帯（丹那断層など）、石廊崎断層
- 地質：多賀火山灰地

## 地史
伊豆半島の地殻はフィリピン海プレートの最北端に位置している。北アメリカプレートとの衝突のため、岩盤に亀裂が起こり、これにマグマが貫入することにより、伊豆東部火山群が形成されている。このマグマの貫入によって、半島東部では群発地震がしばしば起こっている。
古くは、伊豆諸島の島々と同様に火山島であったこともあり、大型火山が大きく侵食された地形が残り、各地に温泉が湧く。植物相は、本州とは異なる南方系を形成している。半島が海底火山であった頃の噴出物が海底に積み重なってできた地層を、古い順に仁科層群、湯ヶ島層群と呼ぶ。
1000万 - 200万年前
伊豆全体が浅い海となり、火山島になった火山もあった。この時期の噴出物で形成された地層を白浜層群と呼ぶ。
200万 - 100万年前
伊豆が本州に衝突して合体しようとしていた時期。この時初めて伊豆の大部分が陸地となり、以後はすべての火山が陸上で噴火するようになった。 この時期以降の堆積物を熱海層群と呼ぶ。
60万年前
本州から突き出た半島となる。この頃に天城山や達磨山などの大型火山ができた。
60万年前 - 20万年前
ほぼ現在の姿になる。
20万年前 - 現在
20万年前頃になると、箱根火山を除く複成火山は活動を停止し、単成火山で構成される伊豆東部火山群が活動を始める。

### 異説
上記の『伊豆半島がフィリピン海プレートに乗って南から移動し、本州にぶつかった』とする説は、プレートテクトニクスに連動したものである。
一方、プレートテクトニクス説が普及する1980年以前は、伊豆半島は現在の位置で形成されたものと考えられていた。プレートテクトニクスに批判的な柴正博は、2016年時点でも半島の移動はなかったと主張している。
伊豆半島の鮮新世の地層からは、大型有孔虫のレピドシクリナが発見されるが、これは日本本土の他の地域では中新世中期の後期までには見られなくなる。この有孔虫は珊瑚礁に生息していたものとされており、これは伊豆諸島および伊豆半島がその当時熱帯にあった証拠と考えられている。これに対し、中新世中期は大規模な隆起が起きていた時期であり、それが周辺海域に粗粒堆積物を多量にもたらして珊瑚礁を全滅させたことで、有孔虫がいなくなったのであり、伊豆半島では大きな川がないためにサンゴ礁が無くならず、有孔虫が生き残ったと柴は推測し、半島が熱帯にあった証拠にならないとしている。
また小笠原諸島の生物相は、海洋島によく見られる生物相の特徴を持つ。それに対し、伊豆諸島はむしろ日本本土の生物相に非常に近い。伊豆半島が北上して本州に繋がったのだとすれば、同じプレート上にある伊豆諸島、小笠原諸島もそれに伴って移動してきたと考えられるが、柴は先述の生物相の差異を指摘して、これを疑問視している。
柴によれば、過去のある時期に伊豆諸島と本州が同じ陸地にあり、その頃には寒冷な気候で、伊豆諸島の位置までが夏緑広葉樹林帯に覆われていたのが、後に海水面が上昇して島となり、隔離によって種分化が進んだという。中新世末期には、伊豆半島から伊豆諸島の青ヶ島までを含む、巨大な半島（古伊豆半島）が順次切り離されていったと、柴は推測している。

## 主な自然災害(20世紀以降)
- 1923年9月1日 関東大震災
- 1930年2月13日- 伊東群発地震
- 1930年11月26日 北伊豆地震(三島市で最大震度6,死者272人)
- 1944年12月7日 昭和東南海地震(静岡県御前崎市で最大震度6)(死者・行方不明者1223人、伊豆から紀伊に津波)
- 1974年5月9日 伊豆半島沖地震(静岡県南伊豆町で最大震度5、死者30人)
- 1978年1月14日 伊豆大島近海の地震(伊豆大島と横浜市で最大震度5、死者25人)
- 1980年6月25日- 伊豆半島東方沖で群発地震(伊豆大島と熱海市で最大震度5)
- 1989年6月30日- 伊豆半島東方沖で群発地震(熱海市で最大震度4)
- 1989年7月13日 伊東市【手石海丘】海底火山噴火(伊豆東部火山群)
- 1998年4月20日 伊豆半島東方沖で群発地震(伊豆大島と熱海市・伊東市で最大震度4)
- 2009年8月9日 東海道南方沖で地震(最大震度4)
- 2009年8月11日 駿河湾地震(静岡県御前崎市・牧之原市・焼津市・伊豆市で最大震度6弱)(東海地震観測情報を発表、最大40cmの津波)
- 2013年台風26号 伊豆大島土砂災害(死者・行方不明 数十名)
- 2021年7月熱海市伊豆山土石流災害

今後発生が予測される自然災害
今後発生が予測される南海トラフ巨大地震の際には、下田市、南伊豆町を中心に最大15mの津波が到達することが予想されている。

## 歴史
伊豆国成立
- 律令制において伊豆国は東海道の一国であり、天武天皇9年（680年）7月に駿河国より分離されて設置された（『扶桑略記』）。畿内から遠い伊豆国は、律令時代には流刑の地とされていた。
- 国府は三島に置かれた。以来、国府所在地たる三島は伊豆国一宮・三島大社の門前町ともなっている。
- 伊豆国の範囲に、伊豆半島だけでなく伊豆諸島も含まれる。

中世および近世
- 12世紀末には源頼朝が蛭ヶ小島へ流刑となり、頼朝は三島大社で必勝祈願を行った。
- 鎌倉時代には執権北条氏の本拠地でもあることから、監視すべき重要（危険）人物の流刑地になった。
- 1203年、2代将軍源頼家が修禅寺に幽閉され、翌年に暗殺された。
- 1261年、鎌倉幕府に批判的な日蓮宗開祖の日蓮が幕府より流刑に処される（上陸直前に海上の岩に置き去りにされ、危うく助かったという日蓮法難伝説の一つ伊豆法難が起きた）。
- 室町時代には、鎌倉府と室町幕府の対立の前線となり、足利政知は鎌倉に入れずに韮山町に留まって堀越公方と呼ばれた。
- 戦国時代には北条早雲が足利茶々丸を滅ぼし、豊臣秀吉に滅ぼされるまで後北条氏が支配した。
- 小田原合戦後には徳川家康が支配するが、関ヶ原の戦い以後は天領、旗本領、各藩の領地が錯綜した。
- 江戸時代には、韮山に韮山代官所が置かれて伊豆だけでなく周辺国の天領を差配した。

近代以降
- 明治維新期の廃藩置県では、当初は韮山県が成立したものの、のち足柄県に編入され、1876年8月21日に足柄県が分割されると静岡県に編入され、以後は静岡県の一部となる。
- 1895年、熱海町に豆相人車軌道が通じる。
- 1898年、旧伊豆国域で初の蒸気鉄道の駿豆鉄道が開通。6月には三島（旧駅）で東海道本線と連絡する。
- 1904年、天城山を貫く旧天城トンネルが開通。南伊豆から中伊豆への移動が容易になる。
- 1925年、初の官鉄線の熱海線が熱海まで開通。
- 1930年、北伊豆地震が発生。半島北部で大きな被害を出す。
- 1934年、丹那トンネルが開通して、熱海線が東海道本線に編入され、東海道本線は函南・三島（現駅）経由のルートに変更され、以前の東海道本線は御殿場線に改称。
- 1958年9月27日、狩野川台風によって半島北部の狩野川流域で甚大な被害を出す。静岡県全体で死者行方不明者1046名。
- 1964年10月1日、東海道新幹線が開業し、熱海駅が設置される。1969年（昭和44年）4月25日には、三島駅が新たに設置される。
- 1965年7月、狩野川放水路が完成。
- 1974年5月9日、伊豆半島沖地震（M6.9）により、半島南部で被害が出る。死者30名。
- 1978年1月14日、伊豆大島近海の地震（M7.0）により、半島南西部で被害が出る。死者23名。
- 1989年7月13日、同年6月からの群発地震後、伊東沖約3kmで海底噴火。手石海丘と命名される。
- 2006年4月21日、同年4月17日より活発した川奈崎沖での群発地震で、最大震度6弱を記録した伊豆半島東方沖地震が発生。
- 2006年10月10日、伊豆半島にある自治体を対象に、伊豆ナンバーが導入された[注釈 3]。
- 2009年8月11日、駿河湾地震（M6.5）が発生。駿河湾で起きた地震であったが伊豆半島では大きな被害は受けなかった。
- 2012年9月24日、伊豆半島ジオパークが日本ジオパークネットワークへ加盟。

## 地域
半島内の地域はそれぞれ、駿河湾に面する西岸を西伊豆（にしいず）、内陸である中北部を中伊豆（なかいず）、相模湾に面する東岸を東伊豆（ひがしいず）、南部を南伊豆（みなみいず）と呼ぶ。なお北伊豆（きたいず）も使われることがあるが使用頻度は低い。
なお、伊豆地方は東京に近いことから、東海地方ではなく、関東地方の一部として認識されることが多い。衆議院小選挙区においては、静岡県第5区と静岡県第6区にまたがっている。

### 観光ガイドでのエリア区分例（四分割）
東伊豆
熱海市、伊東市、東伊豆町
中伊豆
三島市、函南町（日守地区は除く）、伊豆市の一部（旧修善寺町、旧天城湯ケ島町、旧中伊豆町）、伊豆の国市（旧伊豆長岡町、旧大仁町、旧韮山町）
西伊豆
沼津市の一部（内浦地区、西浦地区、旧戸田村）、伊豆市の一部（旧土肥町）、西伊豆町、松崎町
南伊豆
下田市、南伊豆町、河津町

## 交通

### 鉄道
- 東海旅客鉄道
  - 東海道新幹線
  - 東海道本線

- 東日本旅客鉄道
  - 東海道本線
  - 伊東線

- 伊豆急行
  - 伊豆急行線

- 伊豆箱根鉄道
  - 駿豆線

### バス
- 東海バス（小田急グループ）
- 伊豆箱根バス（西武グループ）
- 富士急シティバス（富士急グループ）

### 道路
- 伊豆縦貫自動車道
- 国道1号（東海道）
- 国道135号
- 国道136号（一部が下田街道）
- 国道414号（一部が下田街道）
- 熱海ビーチライン
- 伊豆スカイライン
- 松崎街道
- 修善寺道路
- 伊豆中央道

### 船舶
- 東海汽船ジェットフォイル

括弧内は季節運航
- - 熱海港 - 伊豆大島元町港・岡田港 - (神津島神津島港)
  - (伊東港 - 伊豆大島)
  - (稲取港 - 伊豆大島)
- 神新汽船フェリーあぜりあ
  - 下田港 - 神津島 - 式根島野伏港 - 新島 - 利島 -下田港

(月・木・土曜日は逆回り。水曜日は運休。)
- 駿河湾フェリー
  - 土肥港 - 清水港

## 経済
関東地方からの観光客に人気な観光地である伊豆半島は、主に熱海・修善寺と伊東の温泉行楽地として知られている。
富士山や箱根と隣接しており、富士箱根伊豆国立公園の一部であると同時に、伊豆半島単独でも伊豆半島ジオパークを構成する。
旅行地として、温泉の他には、海水浴、サーフィン（主に下田）、スキューバダイビング、ゴルフ、オートバイ（ツーリング）などで人気がある。
旅行地として以外では、農業と漁業は地域経済の重要な要素である。
特に内陸はワサビの主要生産地の1つで、郷土料理はワサビ風味となっている。それでも東京や静岡に人口が流出するのを防ぐにはこれは十分ではなく、東京や静岡に対してこれらの産業は有利ではない。

## 行政
伊豆半島は、その全体が静岡県に属している。一般的には、以下の7市と6町から成る「13市町」として言及されることが多い。
（地理的に言えば、沼津市と三島市の間に位置し、狩野川水系の柿田川を抱える清水町もここに加えられ、全「14市町」とされてもおかしくないが、清水町は長泉町・小山町と共に駿東郡を構成するため、伊豆地方には数えられないことが多い。）
市
- 熱海市
- 伊東市
- 沼津市
- 三島市
- 伊豆の国市
- 伊豆市
- 下田市

町
- 函南町
- 東伊豆町
- 河津町
- 西伊豆町
- 松崎町
- 南伊豆町

## 観光
日本でもよく知られた温泉地帯である。数多くの漁港を抱え、新鮮な魚介類と温泉を目当てに観光客が訪れる。山間では山葵（わさび）やわさび漬け、椎茸などの名産品や、イノシシ鍋などの郷土料理もある。
早くから日本有数の観光地域でもあったが、戦後になって大手資本による大規模な開発合戦も行われた。代表的なのは東急電鉄と西武鉄道の伊豆開発競争で、東急は1961年に伊豆急行線を下田まで開通させ、西武は伊豆箱根鉄道駿豆線を軸に、陣取り・誘致合戦を繰り広げた。特に伊豆急行開通後の東伊豆の観光地・別荘地化はめざましいものがあった。
文化面では、川端康成の『伊豆の踊子』を始めとして、文学の舞台となっている街も多い（#伊豆地方を舞台にした小説）。

### 神社仏閣
- 三嶋大社（伊豆国一宮） ：三島市
- 伊豆山神社 ：熱海市
- 来宮神社 ：熱海市
- 修禅寺 ：伊豆市
- 了仙寺 ：下田市
- 玉泉寺 ：下田市
- 伊古奈比咩命神社 : 下田市
- 伊豆八十八ヶ所霊場（伊豆88遍路）

### 温泉
- 赤沢温泉
- 熱川温泉
- 熱海温泉
- 伊東温泉
- 伊豆長岡温泉
- 稲取温泉
- 大川温泉
- 大沢温泉
- 北川温泉
- 下賀茂温泉
- 下田温泉
- 修善寺温泉
- 城ヶ崎温泉
- 土肥温泉
- 堂ヶ島温泉
- 谷津温泉
- 湯ヶ島温泉
- 湯ヶ野温泉

## 伊豆地方を舞台にした作品
Category:伊豆半島を舞台とした作品を参照。

### 伊豆地方を舞台にした小説
- 伊豆の踊子（川端康成、1926年）〔伊豆市、賀茂郡、下田市〕
- 妖婦の宿（高木彬光、1949年）〔古奈温泉〕
- 女怪（横溝正史、1950年）〔伊豆の鄙びた温泉場〕
- 女王蜂（横溝正史、1951 - 1952年）〔伊豆市〕
- 真夏の死（三島由紀夫、1952年）〔河津町（今井浜海水浴場）〕
- 天城越え（松本清張、1959年）〔伊豆市〕
- しろばんば（井上靖、1960年）〔伊豆市〕
- 獣の戯れ（三島由紀夫、1961年）〔西伊豆町〕
- 夏草冬涛（井上靖、1964年）〔沼津市〕
- 花のいのち（立原正秋、1967年）〔沼津市〕
- 銭の花（花登筺、1970 - 1973年）〔東伊豆町（熱川温泉）〕

## 関連書籍
- 小山真人『伊豆の大地の物語』静岡新聞社、2009年。ISBN 978-4783805496。